# Artbook
Artbooks (literalmente "livros de artes") são geralmente coleções de imagens artísticas sobre uma obra ou ideia conceitual específica, às vezes promovido como um item de colecionador. 
Artbooks são muitas vezes quase coleções de um determinado tema, seja de um gênero como a fotografia, um filme, uma série de televisão, ou um determinado artista.
Um artbook pode conter storyboards, character designs e artes conceituais. Artbooks são particularmente populares no Japão, especialmente os publicados por artistas de mangá ou estúdios de anime.